# باسيل بريغز
باسيل بريغز (بالإنجليزية: Basil Briggs)‏ هو فيزيائي أسترالي، ولد في 13 سبتمبر 1940 في برادفورد في المملكة المتحدة، وتوفي في 8 فبراير 1994 في أديلايد في أستراليا.